# Only a Rose
Only a Rose è un cortometraggio muto del 1916 diretto da Burton L. King. Di genere drammatico, prodotto dalla Selig Polyscope Company e sceneggiato da Will M. Ritchey, il film aveva come interpreti Robyn Adair, Virginia Kirtley, Leo Pierson, Ed Brady, Eugenie Forde, Louella Maxam.

## Produzione
Il film fu prodotto dalla Selig Polyscope Company.

## Distribuzione
Distribuito dalla General Film Company, il film - un cortometraggio in tre bobine - uscì nelle sale cinematografiche statunitensi il 16 ottobre 1916.